# Eskişehir
Eskişehir er en by i det nordvestlige Tyrkiet, med omkring 871.187(2018) indbyggere. Byen er hovedstad i en provins der også hedder Eskişehir, og ligger ca 350 kilometer sydøst for Istanbul.